# Damon Younger
Damon Younger (* 6. November 1975 in Island) ist das Pseudonym eines isländischen Schauspielers.

## Leben
Younger lebte, bis er acht Jahre alt war, in Edinburgh (Schottland), wo seine Eltern studierten. Anschließend wuchs er in Island auf. Er studierte Schauspiel an der Webber Douglas Academy of Dramatic Art in London und trat am Theater in Shakespeare-Stücken auf. Daneben spielt er in britischen und isländischen Spielfilmen.
2013 wurde Younger für seine Darstellung des Bruno in Black’s Game – Kaltes Land mit dem Filmpreis Edda als bester Nebendarsteller ausgezeichnet.
Zum Pseudonym Damon Younger wurde ihm von seinem Schauspiellehrer geraten, der ihm damit bessere Karrierechancen prophezeite als mit seinem isländischen Namen.

## Filmografie
- 2002: Kleine schmutzige Tricks (Dirty Pretty Things)
- 2005: G8 auf Wolke Sieben (The Girl in the Café)
- 2005: 11 Men Out (Strákarnir okkar)
- 2005: A Little Trip to Heaven
- 2007: Outlanders
- 2008: Heiðin
- 2010: Boðberi
- 2012: Black’s Game – Kaltes Land (Svartur á leik)
- 2013: Ferox (Falskur Fugl)
- 2018: Finale